# Christine Gandrup
Christine Kajumba Gandrup, tidigare Magnusson, född 21 november 1964 i Uganda, är en före detta svensk landslagsspelare i badminton. Hon flyttade till Sverige 1975 tillsammans med sin ugandiska mor och sin svenske styvfar. En tid dessförinnan bodde de även i Kenya.
1989 vann hon VM-brons i dubbel och 1991 vann hon VM-silver i dubbel tillsammans med Maria Bengtsson. Hon representerade Sverige vid de olympiska sommarspelen både 1992 och 1996.
Hon blev invald i Svenska Badmintonförbundets "Hall of Fame" den 12 maj 2007 i samband med Badmintongalan 2007.  2013-2014 var hon styrelseledamot i förbundet. Hon deltog i SVT:s program Mästarnas mästare 2013.

### Fotnoter
1. ↑  https://archive.is/20130126124811/http://www.hickoksports.com/history/wbadminton.shtml#wdoubles Hickoksports
2. ↑  ”Arkiverade kopian”. Arkiverad från originalet den 26 oktober 2012. https://web.archive.org/web/20121026140646/http://www.sports-reference.com/olympics/athletes/ma/christine-magnusson-1.html. Läst 26 maj 2010.